# Hylesia bertrandi
Hylesia bertrandi är en fjärilsart som beskrevs av Lemaire 1982. Hylesia bertrandi ingår i släktet Hylesia och familjen påfågelsspinnare. Inga underarter finns listade i Catalogue of Life.